# Casino (Australia)
Casino – miasto w Australii, w stanie Nowa Południowa Walenia konia